# Les Quatre Fites
Les Quatre Fites és una muntanya de 407 metres que es troba entre els municipis de La Bisbal del Penedès i de Sant Jaume dels Domenys, a la comarca del Baix Penedès.